# Seria (filatelistyka)
Seria – zbiór dwóch lub więcej znaczków pocztowych lub całostek, które łączy wspólna tematyka, cel i czas wydania.
Znaczki w seriach różnią się nominałem, rysunkiem, kolorem.
Serie bywają wydawane razem z bloczkiem okolicznościowym.